# Richard Hamming
Richard Wesley Hamming (n. 11 februarie 1915, Chicago, SUA, d. 7 ianuarie 1998, Monterey, California, SUA) a fost un matematician american a cărui muncă a avut implicații majore în informatică și telecomunicații. Printre contribuțiile sale se numără codurile Hamming (care utilizează o matrice Hamming), fereastra Hamming (descrisă în capitolul 5.8 al cărții sale Digital Filters), numerele Hamming, și distanța Hamming.
1. 1 2 3 4 5 6 7   http://amturing.acm.org/award_winners/hamming_1000652.cfm Lipsește sau este vid: |title= (ajutor)
2. ↑  Geni.com
3. ↑  CONOR.SI[*] Verificați valoarea |titlelink= (ajutor)
4. ↑   https://awards.acm.org/fellows/award-recipients, accesat în 23 iunie 2024 Lipsește sau este vid: |title= (ajutor)